# Wilhelm List (officier allemand)
Pour les articles homonymes, voir Wilhelm List et List.

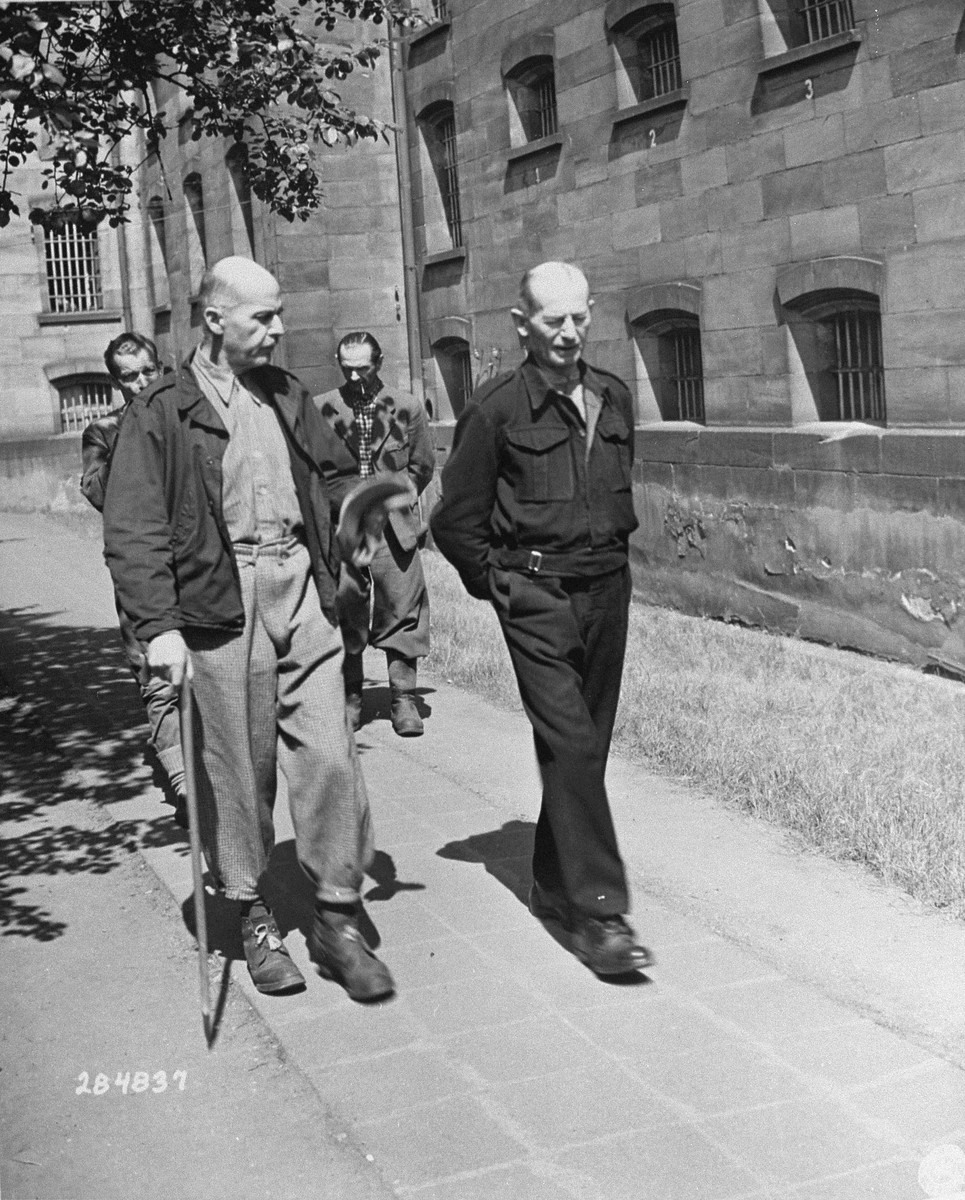
Wilhelm List (à gauche) et le général Walter Kuntze (à droite) dans la cour de la prison de Nuremberg

Siegmund Wilhelm List, né le 14 mai 1880 à Oberkirchberg (entité de la commune de Illerkirchberg, près d'Ulm) et mort le 16 août 1971  à Garmisch-Partenkirchen, est un militaire allemand qui obtint le grade de Generalfeldmarschall au cours de la Seconde Guerre mondiale.

## Biographie
Après le lycée Luitpold de Munich (de), List s'engage en 1898 comme volontaire de deux ans dans le 1er bataillon du génie de l'armée bavaroise. En 1900, il est promu lieutenant et muté au 3e bataillon du génie. Après son commandement à l'école royale bavaroise d'artillerie et du génie (de), List sert à partir de 1904 pendant plusieurs années comme adjudant de bataillon. De 1908 à 1911, List suit les cours de l'Académie bavaroise de guerre (de), qui lui permettent de se qualifier pour l'état-major général, le service militaire des chemins de fer et la branche d'enseignement (guerre de forteresse). En 1912, il est commandé à l'Office central de l'état-major général et est promu capitaine l'année suivante. Il est ensuite affecté au 1er régiment d'infanterie bavarois (de) et à la forteresse d'Ingolstadt (de). Jusqu'au début de la Première Guerre mondiale, il est affecté à l'Office central de l'état-major général.
Après la guerre, il reste dans la Reichswehr et est affecté la plupart du temps à des tâches administratives. En 1927, il est promu Oberst (colonel), en 1930 il devient major général et, en 1932, il est promu au rang de lieutenant général. Après l'Anschluss, en 1938, il est chargé de l'intégration de l'armée autrichienne dans la Wehrmacht.
En 1939, il commande la 14e armée allemande en Pologne après quoi il est promu Generalfeldmarschall. De 1939 à 1941, il commande la 12e armée en France et en Grèce. En avril 1941 après la défaite de la résistance grecque et yougoslave et la mise en place de l'organisation militaire du Sud-Est (Serbie et Grèce), il est commandant en chef des forces armées et gouverneur militaire du Sud-Est. Il prône une répression impitoyable contre les partisans, les communistes et les Juifs, répression qui atteint un summum avec les massacres de Kraljevo et de Kragujevac en octobre 1941.
En juillet 1942, il devient commandant en chef du groupe d'armées A, un nouveau groupe d'armée issu d'une scission du groupe d'armées Sud, lors de l'offensive allemande d'été sur le front de l'Est nommée opération Fall Blau. Ses ordres sont alors de prendre Rostov et d'avancer dans le Caucase jusqu'à Bakou pour prendre cette région riche en pétrole. Les forces allemandes progressent bien pendant deux mois, atteignant presque Grozny, 650 km au-delà de Rostov. Cependant, à la fin du mois d'août 1942, leur progression est arrêtée, principalement à cause du manque de carburant et de munitions car les lignes logistiques n'avaient pu suivre l'avance du groupe d'armées. La résistance soviétique s'était également considérablement durcie et la situation empira avec le transfert à la mi-août de la plupart des unités de combat de la Luftwaffe au nord, pour soutenir l'offensive de la VIe armée sur Stalingrad.
Hitler est irrité par ce qu'il considère comme une perte d'élan et, lorsque List propose de déplacer certaines unités fer de lance, alors bloquées, pour une zone moins avancée du front, pour aider à venir à bout d'une résistance obstinée de forces soviétiques et qu'en plus il refuse d'obéir à l'ordre d'Hitler de lancer une attaque dans le Caucase la jugeant suicidaire pour ses hommes, le 9 septembre, Hitler le relève de son commandement et prend lui-même le commandement du groupe d'armées A. List passe le reste de la guerre chez lui et ne reviendra jamais au service actif.
Il est capturé par les Alliés après la guerre et est accusé de crime de guerre et de crime contre l'humanité lors du procès des otages à Nuremberg. Il est condamné à la prison à vie en février 1948. Il est libéré de la prison de Landsberg en décembre 1952 à cause de problèmes de santé et vivra ensuite jusqu'à sa mort survenue en 1971 à Garmisch-Partenkirchen. List est inhumé à Munich, au Waldfriedhof de Munich.

## Dates de promotions
- Fähnrich - 8 février 1899
- Leutnant - 7 mars 1900
- Oberleutnant - 9 mars 1908
- Hauptmann - 22 mars 1913
- Major - 26 septembre 1919
- Oberstleutnant - 1er octobre 1923
- Oberst - 1er mars 1927
- Generalmajor - 1er novembre 1930
- Generalleutnant - 1er octobre 1932
- General der Infanterie - 1er octobre 1935
- Generaloberst - 20 avril 1939
- Generalfeldmarschall - 19 juillet 1940

## Décorations
- Croix de fer (1914)
  - 2e Classe
  - 1re Classe
- Insigne des blessés (1918)
  - en noir
- Agrafe de la Croix de fer (1939)
  - 2e Classe
  - 1re Classe
- Croix de chevalier de l'ordre royale de Hohenzollern avec Glaives
- Croix de chevalier de la Croix de fer (30 septembre 1939)

## Famille
Son fils, Karlz List, est né à Munich et est lui-même père de trois enfants, Ernest, Franck et Wilhelm II.